# Sepiddaszt
Sepiddaszt – miasto w Iranie, w ostanie Lorestan. W 2016 roku liczyło 2917 mieszkańców.